# بول كلويد
بول كلويد (بالإنجليزية: Paul Cloyd)‏ مواليد 13 يونيو 1920 في ماديسون - الوفاة 28 ديسمبر 2005، كان لاعب كرة سلة أمريكي. بدأ مسيرته الاحترافية في سنة 1947. تم اختياره من قبل فريق واشنطن كابيتولز خلال الدرافت. بلغ طوله 6 قدم 2 بوصة (1.9 م). اعتزل اللعب في 1951.

## روابط خارجية
- بول كلويد على موقع إن بي أي (الإنجليزية)
- بول كلويد على موقع سبورتس رفرنس (الإنجليزية)
- بول كلويد على موقع ريلجم (الإنجليزية)
- بول كلويد على موقع بروبوليرز (الإنجليزية)
- بول كلويد على موقع سبورتس رفرنس (الإنجليزية)